# 哈立德·阿明
哈立德·阿明（英語：Khalid El-Amin，1979年4月25日—），美国NBA联盟的职业篮球运动员。他在2000年的NBA选秀中第2轮第5顺位被芝加哥公牛选中。